# Carlos Wood Ramírez
Carlos Wood Ramírez (Valparaíso, 1836 - Santiago, 1905) fue un militar chileno y héroe de la guerra del Pacífico. Se desempeñó como gobernador del territorio de Magallanes entre 1878 y 1880. En el ejercicio de su cargo, se opuso al primer intento por trasladar forzadamente a indígenas de la zona de Magallanes hacia Europa.

## Biografía
Carlos Wood nació en Valparaíso, hijo de Charles C. Wood Taylor, el creador del escudo nacional de Chile, y Dolores Ramírez de Arellano Chacón.
El 20 de octubre de 1850 ingresó a la Escuela Militar con 14 años. En 1851, ayudó a sofocar en Motín de Urriola, y durante la guerra civil apoyó al gobierno de Manuel Montt.
En 1854 se incorporó a la Armada. Se dedicó a comisiones hidrográficas y en 1857 fue nombrado Secretario de la Mayoría General del Departamento de Marina.
En 1858 se reincorporó al Ejército y en 1863 fue destinado al Batallón de Artillería. Participó en la guerra contra España y en la ocupación de la Araucanía. El 25 de septiembre de 1877 obtuvo el grado de teniente coronel, y el 6 de febrero de 1878 fue nombrado gobernador del territorio de Magallanes, y asumió el cargo el 21 de febrero de ese año.
Tras asumir como gobernador, se dedicó a reconstuir la ciudad de Punta Arenas, que había quedado en ruinas después el último motín. Siguiendo las instrucciones del gobierno de no empezar ninguna obra nueva hasta levantar nuevamente la colonia, con facilidad obtuvo la reconstrucción y se granjeó las simpatías de la población.
En 1878, mientras se desempeñaba como gobernador de Magallanes, denunció ante el gobierno de Chile que una familia perteneciente al pueblo kawésqar iba a ser enviada a Alemania por encargo del empresario Carl Hagenbeck, dueño de la Sociedad Antropológica e Histórica de Berlín (Berliner Gesellschaftfur Anthropologie, Ethnologieund Urgeschichtey), para ser exhibidas en zoológicos humanos en Europa, acusando que, debido a su desconocimiento del idioma, no era posible que dichos indígenas comprendieran las razones, el objetivo ni las condiciones del viaje, y que no solo se llevaría a cabo un procedimiento indigno que violaba su dignidad, sino que el propósito de la organización alemana se basaba en “especulaciones interesadas” que pondrían en riesgo la vida de esta familia.
Por iniciativa propia, Wood le prohibió a J.W. Wahlenhacer, representante de la Sociedad Antropológica, hacer realidad sus intenciones con los habitantes de Tierra del Fuego. Posteriormente se hizo cargo de la familia kawésqar —que ya había sido trasladada por la Sociedad Antropológica desde su lugar de origen hacia el centro portuario de Punta Arenas, donde se mantenían a la espera de la resolución chilena—, y ordenó que fuera debidamente atendida hasta el momento en que sería posible traerla de vuelta a su lugar de origen. Sin embargo, pese a sus gestiones, ese mismo año el gobierno de Chile autorizó el traslado de miembros de pueblos originarios a Europa, bajo el argumento de que serían devueltos a sus tierras y se respetaría su dignidad, lo que hoy en día se sabe que no se cumplió.
El 16 de agosto de 1879, llegó al puerto de Punta Arenas la corbeta peruana Unión, enarbolando la bandera francesa y revelando la peruana, lo que causó el pánico en la población, que huyó a los cerros todavía nevados, dejando sólo a los hombres en la ciudad. En conversaciones con el gobernador Wood, el comandante de la Unión Aurelio García y García le aseguró que no molestarían a la población de Punta Arenas mientras se le proporcionasen víveres frescos, a lo que Wood accedió al día siguiente, puesto que la colonia no tenía medios para defenderse y si se hubiera opuesto las fuerzas peruanas la hubieran bombardeado.
En mayo de 1880 dejó el cargo y participó en la guerra del Pacífico como Comandante del Regimiento N.º 1 de Artillería. Luchó heroicamente en las batallas de Chorrillos y de Miraflores el 13 y el 15 de enero de 1881, siendo herido de gravedad en la última batalla. El 31 de mayo de 1881 fue ascendido al grado de coronel.
Durante la guerra civil de 1891 apoyó al gobierno de José Manuel Balmaceda. En enero de 1891 fue nombrado Comandante de la 3º División "Quillota" y luego fue nombrado Comandante de la División "Coquimbo". Tras el fin de la guerra, fue dado de baja. Falleció en Santiago en 1905.